# Xavier Pivot
 (juin 2022).
La mise en forme du texte ne suit pas les recommandations de Wikipédia : il faut le « wikifier ».
Les points d'amélioration suivants sont les cas les plus fréquents :
- Les titres sont pré-formatés par le logiciel. Ils ne sont ni en capitales, ni en gras.
- Le texte ne doit pas être écrit en capitales (les noms de famille non plus), ni en gras, ni en italique, ni en « petit »…
- Le gras n'est utilisé que pour surligner le titre de l'article dans l'introduction, une seule fois.
- L'italique est rarement utilisé : mots en langue étrangère, titres d'œuvres, noms de bateaux, etc.
- Les citations ne sont pas en italique mais en corps de texte normal. Elles sont entourées par des guillemets français : « et ».
- Les listes à puces sont à éviter, des paragraphes rédigés étant largement préférés. Les tableaux sont à réserver à la présentation de données structurées (résultats, etc.).
- Les appels de note de bas de page (petits chiffres en exposant, introduits par l'outil «  Source ») sont à placer entre la fin de phrase et le point final[comme ça].
- Les liens internes (vers d'autres articles de Wikipédia) sont à choisir avec parcimonie. Créez des liens vers des articles approfondissant le sujet. Les termes génériques sans rapport avec le sujet sont à éviter, ainsi que les répétitions de liens vers un même terme.
- Les liens externes sont à placer uniquement dans une section « Liens externes », à la fin de l'article. Ces liens sont à choisir avec parcimonie suivant les règles définies. Si un lien sert de source à l'article, son insertion dans le texte est à faire par les notes de bas de page.
- La présentation des références doit suivre les conventions bibliographiques. Il est recommandé d'utiliser les modèles {{Ouvrage}}, {{Chapitre}}, {{Article}}, {{Lien web}} et/ou {{Bibliographie}}. Le mode d'édition visuel peut mettre en forme automatiquement les références.
- Insérer une infobox (cadre d'informations à droite) n'est pas obligatoire pour parachever la mise en page.

Pour une aide détaillée, merci de consulter Aide:Wikification.
Si vous pensez que ces points ont été résolus, vous pouvez retirer ce bandeau et améliorer la mise en forme d'un autre article.
Xavier Pivot, né le 20 avril 1967 à Draguignan, est un oncologue français, professeur des universités, spécialiste du cancer du sein et directeur général de l’Institut de cancérologie de Strasbourg,.⁣⁣ Il est surtout connu pour ses recherches sur les traitements le trastuzumab[pas clair] dans les cancers du sein HER2-positif,.

## Jeunesse et formation
Il fait l’ensemble de ses études à la Faculté de Nice où il est admis à l'internat en 1992. Il se tourne d’emblée vers la cancérologie, spécialité qu’il approfondit au centre de Antoine Lacassagne où il réalise l’essentiel de sa formation pour devenir docteur spécialiste en oncologie médicale. Parallèlement, sous l’influence de son mentor le professeur Maurice Schneider, il s’investit dans l’étude des médicaments pour devenir docteur en pharmacologie.

## Carrière d'oncologue
Sa formation au Centre Antoine-Lacassagne de Nice a été complétée par des années parisiennes à l’Institut Gustave-Roussy, à l’hôpital Saint Louis et au Centre médical MD Anderson. Promu chef de clinique, puis médecin spécialiste des centres de lutte contre le cancer, il rejoint le CHU de Besançon en 2001 pour être nommé professeur d'université, chef du service d'oncologie médicale.
En 2006, il a été  nommé présider[Quoi ?] la commission de recherche pour le cancer du sein à l’Institut national du cancer. Il contribue à établir des référentiels nationaux et la déclinaison des critères de qualité autorisant les établissements à prendre en charge les patients présentant ces pathologies.
Il a été nommé chef de pole de cancérologie en 2011 au Centre hospitalier régional universitaire de Besançon conformément à la réforme des hôpitaux où il pilote avec les services d’oncologie médicale les services de radiothérapie et d’hématologie. 
En 2017, il a été nommé comme[Quoi ?] le directeur général du Centre Paul-Strauss et de l’Institut de cancérologie de Strasbourg.
Il a succédé en 2016 à M. Hery pour la présidence de la Biennale monégasque de cancérologie. La Biennale se déroule sous le patronage du prince Albert II et représente ce jour le plus grand congrès de cancérologie de langue française.

## Activité scientifique
Depuis sa formation, Xavier Pivot a centré sa recherche sur les médicaments anticancéreux. Sur les molécules de chimiothérapie qui représentaient la base des traitements dans les années 1990 et pour lesquelles il a participé aux développements précliniques et cliniques de plusieurs molécules qui sont encore utilisées aujourd’hui (Pemetrexed, cabazitaxel, ixabepilone),.
Depuis la fin des années 1990, son principal intérêt scientifique a été centré sur un anticorps thérapeutique, le trastuzumab et le cancer du sein HER2 (ERBB2)- positive cible de ce traitement. Il a travaillé sur des alternatives comme le lapatinib et sur l’optimisation de l’utilisation du trastuzumab. Il a participé au développement d’une forme sous cutanée permettant une administration plus aisée de ce dernier.
Le trastuzumab a été le premier anticorps thérapeutique inclus sur la liste des médicaments essentiels de l’OMS qui recensent les médicaments dont les systèmes de santé à travers le monde devraient permettre l'accès à l'ensemble de la population en vertu de la déclaration sur le droit fondamental aux médicaments essentiels Le coût des biothérapies et en particulier du trastuzumab a limité l’accès pour de nombreuses patientes dans de nombreux pays dans le monde.  
Pour lutter contre cette situation et contre le laisser faire, il a étudié des approches pour améliorer cet accès comme une utilisation plus courte du trastuzumab à la phase précoce publié dans la revue The Lancet. Cette étude représente la plus grande étude académique française dans le cancer du sein jamais réalisée avec 3484 patientes présentant un cancer du sein surexprimant HER2 incluses. Il s’est également impliqué dès la fin des années 2010 dans la création des biosimilaires du trastuzumab dont l’objectif est d’offrir une efficacité identique à un moindre coût. Il a été le coordinateur scientifique et le principal investigateur du premier biosimilaire du trastuzumab enregistré dans le monde en 2017, le SB3 de Samsung BioEpis. 

### Publications principales
- Pivot X, Manikhas A, Zurawski B, Chmielowska E, Karaszewska B, Allerton R, et al. CEREBEL (EGF111438): A Phase III, Randomized, Open-Label Study of Lapatinib Plus Capecitabine Versus Trastuzumab Plus Capecitabine in Patients With Human Epidermal Growth Factor Receptor 2-Positive Metastatic Breast Cancer. J Clin Oncol. 2015;33(14): 1564-73[13].
- Pivot X, Gligorov J, Muller V, Barrett-Lee P, Verma S, Knoop A, et al. Preference for subcutaneous or intravenous administration of trastuzumab in patients with HER2-positive early breast cancer (PrefHer): an open-label randomised study. Lancet Oncol. 2013;14(10):962-70[11].
- Pivot X, Gligorov J, Muller V, Curigliano G, Knoop A, Verma S, et al. Patients' preferences for subcutaneous trastuzumab versus conventional intravenous infusion for the adjuvant treatment of HER2-positive early breast cancer: final analysis of 488 patients in the international, randomized, two-cohort PrefHer study. Ann Oncol. 2014;25(10):1979-87[14].
- Pivot X, Romieu G, Fumoleau P, Rios M, Bonnefoi H, Bachelot T, et al. Constitutional variants are not associated with HER2-positive breast cancer: results from the SIGNAL/PHARE clinical cohort. Nature PJ Breast Cancer. 2017;3:4[15].
- Pivot X, Romieu G, Debled M, Pierga JY, Kerbrat P, Bachelot T, et al. 6 months versus 12 months of adjuvant trastuzumab for patients with HER2-positive early breast cancer (PHARE): a randomised phase 3 trial. Lancet Oncol. 2013;14(8):741-8[16].

## Sociétés savantes
- Société européenne d'oncologie médicale (membre depuis 1996)
- American Society of Clinical Oncology (membre depuis 1996)
- Société française d’oncologie médicale (SOFOM) (membre depuis 2000)
- Organisation européenne pour la recherche et le traitement du cancer (membre depuis 1998)
- Consortium international sur la génomique du cancer (membre depuis 2008)
- Association internationale pour la promotion de formations spécialisées en médecine et en sciences biologiques (membre depuis 2017)
- Association de développement et de formation en cancérologie (membre depuis 2017)